# NGC 6562
NGC 6562 је галаксија у сазвежђу Змај која се налази на NGC листи објеката дубоког неба.
Деклинација објекта је + 56° 15' 49" а ректасцензија 18h 5m 0,8s. Привидна величина (магнитуда) објекта NGC 6562 износи 13,9 а фотографска магнитуда 14,9. NGC 6562 је још познат и под ознакама MCG 9-29-51, CGCG 279-1, CGCG 278-46, NPM1G +56.0262, PGC 61376.